# الیوشاگی
الیوشاگی (به لاتین: Alıuşağı) یک منطقهٔ مسکونی در جمهوری آذربایجان است که در شهرستان ساموخ واقع شده‌است.

## خصوصیات
الیوشاگی ۱٬۶۷۲ نفر جمعیت دارد.